# 叶继革
叶继革（1950年3月—），男，浙江金华人，中华人民共和国政治人物，曾任中共三明市委书记，福建省政协副主席。